# Les Collégiennes
Les Collégiennes és una pel·lícula de comèdia dramàtica de 1957 dirigida per André Hunebelle i protagonitzada per Marie-Hélène Arnaud, Christine Carère i Estella Blain. Va suposar el debut cinematogràfic de Catherine Deneuve (acreditada com Catherine Dorléac).

## Sinopsi
Les aventures sentimentals de Catherine, una adolescent de 18 anys, i les reaccions de gelosia o amistat de les seves companyes.

## Repartiment
- Marie-Hélène Arnaud - Catherine Royer
- Christine Carère - Monique
- Estella Blain - Martha
- Gaby Morlay - Madame Ancelin
- Henri Guisol - Christian Brenner
- Véronique Verlhac - Solange
- Agnès Laurent - Anne-Marie
- Paul Guers - Gilles Mareuil
- Sophie Daumier - Nicole
- Jacqueline Corot - Sophie
- Anna Gaylor - Geneviève
- Anita Treyens - Betty
- Sylvie Dorléac - Adélaïde
- Madeleine Barbulée - Madam Letellier
- Made Siamé - Supervisora de noues
- Elga Andersen - Hélène
- Fernand Fabre - Doctor
- Catherine Deneuve - Alumna
- Gérard Barray - Periodista de televisió
- Yvonne Monlaur - Noia més gran
- Georgina Spelvin - Noia en topless #2 (Insert USA, no acreditada)
- Louisa Colpeyn
- Marcelle Hainia

## Estrena
La pel·lícula es va estrenar a França el 1957 per Sirius Films i a Amèrica el 1961 per Audubon Films, per a la qual la pel·lícula va ser doblada i reeditada i Radley Metzger va afegir material addicional, fent-la més explícita. La versió en DVD, com la versió francesa al cinema, està modestament censurada a partir de les seqüències d'escolars nues a la dutxa (inclosa Agnès Laurent). La versió d'exportació "Twilight Girls", en canvi, estaria completa.